# Indische Badmintonmeisterschaft 1968/69
Die Indische Badmintonmeisterschaft der Saison 1968/69 fand vom 28. Dezember 1968 bis zum 4. Januar 1969 in Amritsar statt. Es war die 33. Austragung der nationalen Titelkämpfe im Badminton in Indien.

## Titelträger
| Disziplin    | Sieger                          |
| ------------ | ------------------------------- |
| Herreneinzel | Satish Bhatia                   |
| Dameneinzel  | Damayanti Tambay                |
| Herrendoppel | Raman Ghosh Chandrakant Deoras  |
| Damendoppel  | Damayanti Tambay Jo Phillips    |
| Mixed        | Raman Ghosh Malati Tambe Vaidya |